# Associazione Calcio Carpi 1988-1989
Questa pagina raccoglie le informazioni riguardanti l'Associazione Calcio Carpi nelle competizioni ufficiali della stagione 1988-1989.

## Stagione
Nella stagione 1988-1989 il Carpi ha disputato il girone B del campionato di Serie C2, piazzandosi in seconda posizione, raccogliendo 45 punti ed ottenendo la promozione in Serie C1. Il campionato è stato vinto con 48 punti dal Chievo Verona, anch'esso promosso in Serie C1. Così dopo otto stagioni disputate nell'Interregionale il Carpi ritorna in Serie C2, da un anno ha una nuova sede, dopo aver lasciato Piazza Martiri, la sua culla, nell'estate 1987, per approdare in via Marx al civico 26, nella palazzina prospiciente all'ingresso dello stadio Cabassi. La stagione scorsa la società del neopresidente Graziano Rustichelli, con in panchina Franco Cresci ha sfiorato la promozione diretta, superata dal Cecina nello sprint finale, ma grazie al secondo posto ha potuto essere ammessa al campionato di Serie C2 in questa stagione. Il tecnico scelto per l'occasione è Ugo Tomeazzi che guida la neopromossa truppa carpigiana ad una esaltante stagione, culminata con l'approdo in Serie C1. La festa per la matematica promozione, con quattro giornate di anticipo, scoppia il 14 maggio 1989, nonostante la sconfitta interna (1-2) con il Pergocrema. Il Carpi torna nel terzo livello del calcio nazionale, accompagnato dalla piazza, un trionfo del gioco e del popolo biancorosso. Quattro giornalisti Antonio Lamberti, Riccardo Castagnetti, Enrico Lodi e Massimo Gabbi ne fanno una monografia, che va a ruba in città, si intitola "Un sogno chiamato C1", ed è realtà.
Nella Coppa Italia di Serie C il Carpi ha disputato il girone B, vinto con 10 punti dalla Reggiana che accede ai sedicesimi della manifestazione, il Carpi con 6 punti si piazza al secondo posto, davanti a Centese e Sassuolo.

## Rosa
| N. |                   | Ruolo | Calciatore        |
| -- | ----------------- | ----- | ----------------- |
|    | Italia (bandiera) | C     | Armando Aguzzoli  |
|    | Italia (bandiera) | D     | Fabio Albinelli   |
|    | Italia (bandiera) | A     | Michele Bertoldo  |
|    | Italia (bandiera) | A     | Umberto Bracciali |
|    | Italia (bandiera) | C     | Vladimiro Caramel |
|    | Italia (bandiera) | D     | Nicola Cassa      |
|    | Italia (bandiera) | D     | Franco Farneti    |
|    | Italia (bandiera) | C     | Federico Farolfi  |
|    | Italia (bandiera) | P     | Valerio Fretta    |

| N. |                   | Ruolo | Calciatore         |
| -- | ----------------- | ----- | ------------------ |
|    | Italia (bandiera) | C     | Antonio Incerti    |
|    | Italia (bandiera) | D     | Andrea Malaguti    |
|    | Italia (bandiera) | A     | Sandro Marino      |
|    | Italia (bandiera) | C     | Claudio Nannini    |
|    | Italia (bandiera) | D     | Raffaello Papone   |
|    | Italia (bandiera) | P     | Paolo Tosi         |
|    | Italia (bandiera) | A     | Mauro Viviani      |
|    | Italia (bandiera) | C     | Alessandro Zanatta |
|    | Italia (bandiera) | C     | Stefano Zironi     |

## Risultati

### Campionato

#### Girone di andata
| Arbitro: | Dinelli (Lucca) |

|                          |           |  |
| Aguzzoli 63’ Viviani 69’ | Marcatori |  |

| Arbitro: | Costamagna (Torino) |

|  |           |                                              |
|  | Marcatori | 21’ (rig.) Aguzzoli 28’ Viviani 56’ Bertoldo |

| Carpi 23 settembre 1988 3ª giornata | Carpi          | 0 – 0 | Sassuolo | Stadio Sandro Cabassi\| Arbitro: \| Cirotti (Roma) \| |
| Arbitro:                            | Cirotti (Roma) |       |          |                                                       |

| Verona 2 ottobre 1988 4ª giornata | Chievo             | 0 – 0 | Carpi | Stadio Marcantonio Bentegodi\| Arbitro: \| Montesano (Napoli) \| |
| Arbitro:                          | Montesano (Napoli) |       |       |                                                                  |

| Arbitro: | Destro (Novi Ligure) |

|                                   |           |  |
| Aguzzoli 4’ Baldi 12’ Viviani 34’ | Marcatori |  |

| Arbitro: | Mantovani (Genova) |

|                           |           |  |
| Trapelle 6’ Rovellini 76’ | Marcatori |  |

| Arbitro: | Rausa (Cosenza) |

|                    |           |                         |
| Zanatta 46’ (rig.) | Marcatori | 32’ Mollica 91’ Farolfi |

| Carpi 30 ottobre 1988 8ª giornata | Carpi                  | 0 – 0 | Novara | Stadio Sandro Cabassi\| Arbitro: \| Brasca (Busto Arsizio) \| |
| Arbitro:                          | Brasca (Busto Arsizio) |       |        |                                                               |

| Arbitro: | Scardia (Lecce) |

|  |           |             |
|  | Marcatori | 71’ Zanatta |

| Pordenone 13 novembre 1988 10ª giornata | Pordenone         | 0 – 0 | Carpi | Stadio Ottavio Bottecchia\| Arbitro: \| Gazzetta (Mestre) \| |
| Arbitro:                                | Gazzetta (Mestre) |       |       |                                                              |

| Arbitro: | Grimaldi (Catania) |

|                                      |           |  |
| Bertoldo 4’ Aguzzoli 80’ Nannini 83’ | Marcatori |  |

| Arbitro: | Repace (Perugia) |

|  |           |                          |
|  | Marcatori | 46’ Caramel 47’ Aguzzoli |

| Arbitro: | Florio (Vasto) |

|                               |           |  |
| Mussa 33’ (aut.) Bertoldo 59’ | Marcatori |  |

| Arbitro: | Introvigne (Conegliano) |

|  |           |                              |
|  | Marcatori | 1’ Aguzzoli 39’, 78’ Viviani |

| Carpi 18 dicembre 1988 15ª giornata | Carpi           | 0 – 0 | Pro Sesto | Stadio Sandro Cabassi\| Arbitro: \| Forte (Marsala) \| |
| Arbitro:                            | Forte (Marsala) |       |           |                                                        |

| Varese 1º gennaio 1989 16ª giornata | Varese          | 0 – 0 | Carpi | Stadio Franco Ossola\| Arbitro: \| Limone (Torino) \| |
| Arbitro:                            | Limone (Torino) |       |       |                                                       |

| Arbitro: | Bortoli (Schio) |

|                          |           |                    |
| Bertoldo 20’ Viviani 75’ | Marcatori | 49’ (aut.) Farneti |

#### Girone di ritorno
| Arbitro: | Cirotti (Roma) |

|               |           |            |
| Mottalini 23’ | Marcatori | 10’ Zironi |

| Carpi 22 gennaio 1989 19ª giornata | Carpi           | 0 – 0 | Suzzara | Stadio Sandro Cabassi\| Arbitro: \| Dinelli (Lucca) \| |
| Arbitro:                           | Dinelli (Lucca) |       |         |                                                        |

| Arbitro: | Rossi (Rovigo) |

|               |           |                  |
| Paraluppi 55’ | Marcatori | 11’, 41’ Viviani |

| Carpi 12 febbraio 1989 21ª giornata | Carpi           | 0 – 0 | Chievo | Stadio Sandro Cabassi\| Arbitro: \| Braschi (Prato) \| |
| Arbitro:                            | Braschi (Prato) |       |        |                                                        |

| Ravenna 19 febbraio 1989 22ª giornata | Ravenna             | 0 – 0 | Carpi | Stadio Bruno Benelli\| Arbitro: \| G. Baldas (Trieste) \| |
| Arbitro:                              | G. Baldas (Trieste) |       |       |                                                           |

| Arbitro: | Salerno (Acireale) |

|               |           |  |
| Albinelli 77’ | Marcatori |  |

| Arbitro: | Rivola (Roma) |

|            |           |                                    |
| Moretti 7’ | Marcatori | 33’ Bertoldo 51’ Cassa 90’ Caramel |

| Arbitro: | Braschi (Prato) |

|  |           |              |
|  | Marcatori | 66’ Aguzzoli |

| Carpi 25 marzo 1989 26ª giornata | Carpi                | 0 – 0 | Treviso | Stadio Sandro Cabassi\| Arbitro: \| Destro (Novi Ligure) \| |
| Arbitro:                         | Destro (Novi Ligure) |       |         |                                                             |

| Arbitro: | Contente (Salerno) |

|             |           |              |
| Aguzzoli 6’ | Marcatori | 61’ Andretta |

| Arbitro: | Rossi (Rovigo) |

|            |           |  |
| Strada 45’ | Marcatori |  |

| Arbitro: | Rodomonti (Teramo) |

|             |           |  |
| Farolfi 90’ | Marcatori |  |

| Arbitro: | Rossignoli (Firenze) |

|              |           |              |
| Marinoni 32’ | Marcatori | 70’ Malaguti |

| Arbitro: | Cesari (Genova) |

|              |           |                            |
| Bertoldo 47’ | Marcatori | 28’ Rugginenti 37’ Putelli |

| Sesto San Giovanni 21 maggio 1989 32ª giornata | Pro Sesto            | 0 – 0 | Carpi | Stadio Breda\| Arbitro: \| Nepi (Ascoli Piceno) \| |
| Arbitro:                                       | Nepi (Ascoli Piceno) |       |       |                                                    |

| Arbitro: | Bortoli (Schio) |

|              |           |               |
| Aguzzoli 22’ | Marcatori | 90’ Antonioli |

| Arbitro: | Masulli (Cremona) |

|              |           |  |
| Bellavia 54’ | Marcatori |  |

### Coppa Italia

#### Girone G
| Carpi 21 agosto 1988 1ª giornata | Carpi               | 0 – 0 | Reggiana | Stadio Sandro Cabassi\| Arbitro: \| Scaramuzza (Mestre) \| |
| Arbitro:                         | Scaramuzza (Mestre) |       |          |                                                            |

| Sassuolo 24 agosto 1988 2ª giornata | Sassuolo          | 0 – 0 | Carpi | Stadio Enzo Ricci\| Arbitro: \| Gazzetta (Mestre) \| |
| Arbitro:                            | Gazzetta (Mestre) |       |       |                                                      |

| Arbitro: | Rungger (Bolzano) |

|            |           |             |
| Segoni 61’ | Marcatori | 25’ Viviani |

| Arbitro: | Collina (Viareggio) |

|                         |           |  |
| Silenzi 23’ Ginelli 25’ | Marcatori |  |

| Arbitro: | Iannello (Pavia) |

|                          |           |                |
| Aguzzoli 25’ Viviani 86’ | Marcatori | 34’ D'Agostino |

| Arbitro: | Lattuada (Legnano) |

|              |           |              |
| Aguzzoli 24’ | Marcatori | 62’ Palmieri |